# Вассо, Гильермо
Гильермо Вассо (исп. Guillermo Vassaux, 25 июня 1909 — 31 мая 2006) — гватемальский шахматист.
Четырнадцатикратный чемпион Гватемалы (1934, 1935, 1936, 1938, 1939, 1947, 1948, 1949, 1956, 1957, 1958, 1959, 1970, 1973 гг.).
В составе сборной Гватемалы участник шахматной олимпиады 1939 г. В этом соревновании он выступал на 1-й доске. В 15 партиях Вассо набрал 6 очков: выиграл у Дж. Моррисона (Канада), А. Дуланто (Перу), О’Донована (Ирландия), Х. Диаса Переса (Парагвай), У. Кордовы (Боливия), сыграл вничью с Б. Мёллером (Исландия) и Э. Ротунно (Уругвай). Все очки набраны в финале В: в групповом турнире Вассо проиграл все партии: Х. Р. Капабланке (Куба), П. П. Кересу (Эстония), Э. Рояну (Норвегия), Э. Лундину (Швеция) и М. Черняку (Палестина).
В 1956 году Вассо участвовал в открытом чемпионате Канады.